# Bibikovana rainbowi
Bibikovana rainbowi är en loppart som först beskrevs av Rothschild 1908.  Bibikovana rainbowi ingår i släktet Bibikovana och familjen Pygiopsyllidae.

## Underarter
Arten delas in i följande underarter:
- B. r. rainbowi
- B. r. inusitata